# Ubaldo Pugnaloni
Ubaldo Pugnaloni, né le 25 décembre 1924 à Ancône dans les (Marches) et mort le 17 avril 2018 dans la même ville, est un coureur cycliste italien, professionnel de 1945 à 1950.

## Palmarès
- 1945
  - 6e du Tour de Lombardie
- 1946
  - 9e du Tour de Lombardie
- 1948
  - 3e de la Coppa Placci

## Résultats sur les grands tours

### Tour d'Italie
3 participations
- 1946 : abandon
- 1947 : 45e
- 1948 : 38e